# 性冲突

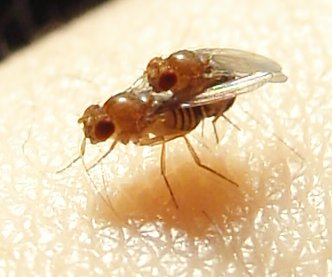
黑腹果蝇（图为交配）是性冲突研究中的重要模式生物。

性冲突或性对立发生在两性在生殖方面，尤其是在交配方式和频率上就最佳適應度方案有冲突时，可能会导致雄性和雌性间的进化军备竞赛。